# Cesla Amarelle

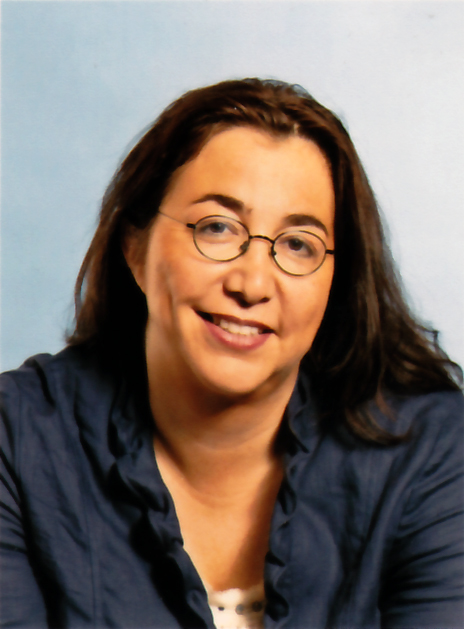
Cesla Amarelle (2011)

Cesla Virginia Amarelle (* 14. September 1973 in Montevideo, Uruguay; heimatberechtigt in Winterthur und Yverdon-les-Bains) ist eine Juristin und Schweizer Politikerin (SP).

## Leben
Amarelle ist Rechtsprofessorin an der Universität Neuenburg.
Sie war von 2007 bis 2011 im Grossen Rat des Kantons Waadt und von 2009 bis 2011 im Gemeinderat von Yverdon-les-Bains. Von 2011 bis 2017 gehörte sie dem Nationalrat an. Sie war Mitglied der Finanzkommission, der Staatspolitischen Kommission (Präsidentin 2013 bis 2015) und der Immunitätskommission. Ferner präsidierte sie von März 2008 bis April 2012 die SP Waadt. Ab 2012 war Amarelle Vizepräsidentin, nach dem Rücktritt von Yvonne Feri 2016 interimistische Präsidentin und von 2016 bis 2017, als sie aufgrund ihrer Wahl in die Kantonsregierung des Kantons Waadt zurücktrat, Co-Präsidentin der SP Frauen Schweiz. Neben der schweizerischen Staatsangehörigkeit besitzt sie auch die uruguayische.
Ab 2017 gehörte Amarelle dem Staatsrat des Kantons Waadt an, wo sie das Bildungs-, Jugend- und Kulturdepartement übernahm. Sie wurde am 10. April 2022 im 2. Wahlgang abgewählt.